# 阿蘭王國
阿蘭王國（古稱奄蔡）是位于北高加索的阿兰人國家。其地大概在北奧塞梯共和国，后被蒙古人在1239年摧毁。

## 历史
阿兰是古代的奄蔡，他们被匈人帝國打败后分为二支，一支去了欧洲，另一支留在高加索。他们先后成为可萨人与阿拉伯人臣民，他们后来建立西至黑海的阿兰王国，他们外交上重視与拜占廷、基辅罗斯结盟对抗钦察人。他们大概在十世纪时接受基督教。
王国时代高加索农业发达，堡垒密集，但蒙古人1239年消灭了阿蘭王國。